# NGC 3953
NGC 3953 é uma galáxia espiral barrada (SBbc) localizada a cerca de 64 anos-luz (aproximadamente 19,6 milhões pc megaparsecs) de distânciana direcção da constelação de Ursa Major. Possui aproximadamente 128 x 67 tys. ly anos-luz de diâmetro,uma declinação de +52° 19' 30" e uma ascensão recta de 11 horas, 53 minutos e 48,4 segundos.
A galáxia NGC 3953 foi descoberta em 12 de Abril de 1789 por William Herschel.